# Estrecho McFarlane
El estrecho McFarlane o Mac Farlane (en Argentina) es un estrecho que se separa la isla Greenwich y la isla Livingston en las islas Shetland del Sur, Antártida. Corre en dirección noroeste-sureste, y tiene 24 kilómetros (13 millas náuticas) de largo y 3 kilómetros (1,6 millas náuticas) de ancho. En su interior se destaca la isla Media Luna.
En su entrada norte se encuentran las puntas Williams y Duff, mientras que en el sur se encuentran la punta Alfiler (o Pin y Renier) y el monte Efraín (o Ephraim). La entrada norte es angosta y presenta gran cantidad de islas y rocas.

## Historia y toponimia
Fue cartografiado aproximadamente por los cazadores de focas estadounidenses y británicos del siglo XIX y se llamó Yankee Sound; más tarde fue renombrado como MacFarlane o McFarlane, en hornor al capitán Andrew McFarlane, comandante del bergantín Dragon de Liverpool, que estaba trabajando en el área en la temporada 1820-1821. El nombre apareció en una carta náutica de 1822, elaborada por el capitán británico George Powell, y publicada por el Almirantazgo Británico, manteniéndose en el uso internacional.
En la roca Escarceo, dentro del estrecho, la Armada Argentina instaló una baliza en enero de 1953.

## Reclamaciones territoriales
Argentina incluye al estrecho en el departamento Antártida Argentina dentro de la provincia de Tierra del Fuego, Antártida e Islas del Atlántico Sur; para Chile forma parte de la comuna Antártica de la provincia Antártica Chilena dentro de la Región de Magallanes y de la Antártica Chilena; y para el Reino Unido integra el Territorio Antártico Británico. Las tres reclamaciones están sujetas a las disposiciones del Tratado Antártico.
Nomenclatura de los países reclamantes: 
- Argentina: estrecho Mac Farlane[5][6]
- Chile: estrecho McFarlane[7]
- Reino Unido: McFarlane Strait[3]

### Mapas
- Chart of South Shetland including Coronation Island, &c. from the exploration of the sloop Dove in the years 1821 and 1822 by George Powell Commander of the same. Scale ca. 1:200000. London: Laurie, 1822.
- South Shetland Islands. Scale 1:200000 topographic map. DOS 610 Sheet W 62 60. Tolworth, UK, 1968.
- South Shetland Islands. Scale 1:200000 topographic map. DOS 610 Sheet W 62 58. Tolworth, UK, 1968.
- Islas Livingston y Decepción.  Mapa topográfico a escala 1:100000.  Madrid: Servicio Geográfico del Ejército, 1991.
- L.L. Ivanov et al., Antarctica: Livingston Island and Greenwich Island, South Shetland Islands (from English Strait to Morton Strait, with illustrations and ice-cover distribution), 1:100000 scale topographic map, Antarctic Place-names Commission of Bulgaria, Sofia, 2005
- L.L. Ivanov. Antarctica: Livingston Island and Greenwich, Robert, Snow and Smith Islands. Scale 1:120000 topographic map. Troyan: Manfred Wörner Foundation, 2010. ISBN 978-954-92032-9-5 (First edition 2009. ISBN 978-954-92032-6-4)
- Antarctic Digital Database (ADD). Scale 1:250000 topographic map of Antarctica. Scientific Committee on Antarctic Research (SCAR). Since 1993, regularly updated.
- L.L. Ivanov. Antarctica: Livingston Island and Smith Island. Scale 1:100000 topographic map. Manfred Wörner Foundation, 2017. ISBN 978-619-90008-3-0

- Datos: Q2782979